# Neil Kinnock
Neil Gordon Kinnock, Baron Kinnock (Tredegar, Wales, 28 maart 1942) is een voormalig Brits politicus van de Labour Party en partijleider van de Labour Party van 1983 tot 1992 en Brits Eurocommissaris in de Commissies-Santer (1995–1999) en -Prodi (1999–2004).
Na voor het eerst in het Britse parlement gekozen te zijn in 1970, werd Kinnock in 1978 lid van de National Executive Committee of the Labour Party. Hij verwierf een reputatie als uiterst links politicus en aanzien met zijn uitgesproken kritiek op de afhandeling van de Falklandoorlog door premier Margaret Thatcher.
Na omgedoopt te zijn tot The Welsh windbag (de Welshe praatjesmaker) door het blad Private Eye en tot Kinnochio door de Tories was het zijn ondankbare taak de Labourpartij aan te voeren tijdens hun 'onverkiesbare' periode. Ondanks zijn reputatie als de "coming man" in de tijd dat hij zijn weinig succesvolle voorganger Michael Foot opvolgde, had Kinnock er maar moeite mee de partij qua grootte en aanhang weer op het niveau van voor het Thatchertijdperk te brengen. Wel was Kinnock degene die de aanzet gaf tot veel van de hervormingen waarop John Smith en Tony Blair voortborduurden en die resulteerden in de verkiezingswinst van 1997.
Kinnock leed onvermijdelijk verlies bij de verkiezingen van 1987 maar bleef partijleider. Van 1987 tot 1988 was hij eveneens partijvoorzitter. Hij was favoriet als beoogd premier bij de verkiezingen van 1992. Tot ieders verbazing werd deze verkiezing echter door de Conservatieve Partij gewonnen en bleef deze aan de macht – hoewel Kinnock later beweerde het half verwacht te hebben. Hij trad af en vormde zichzelf om tot televisiepersoonlijkheid en was zelfs gastheer van een praatprogramma voor BBC Wales.

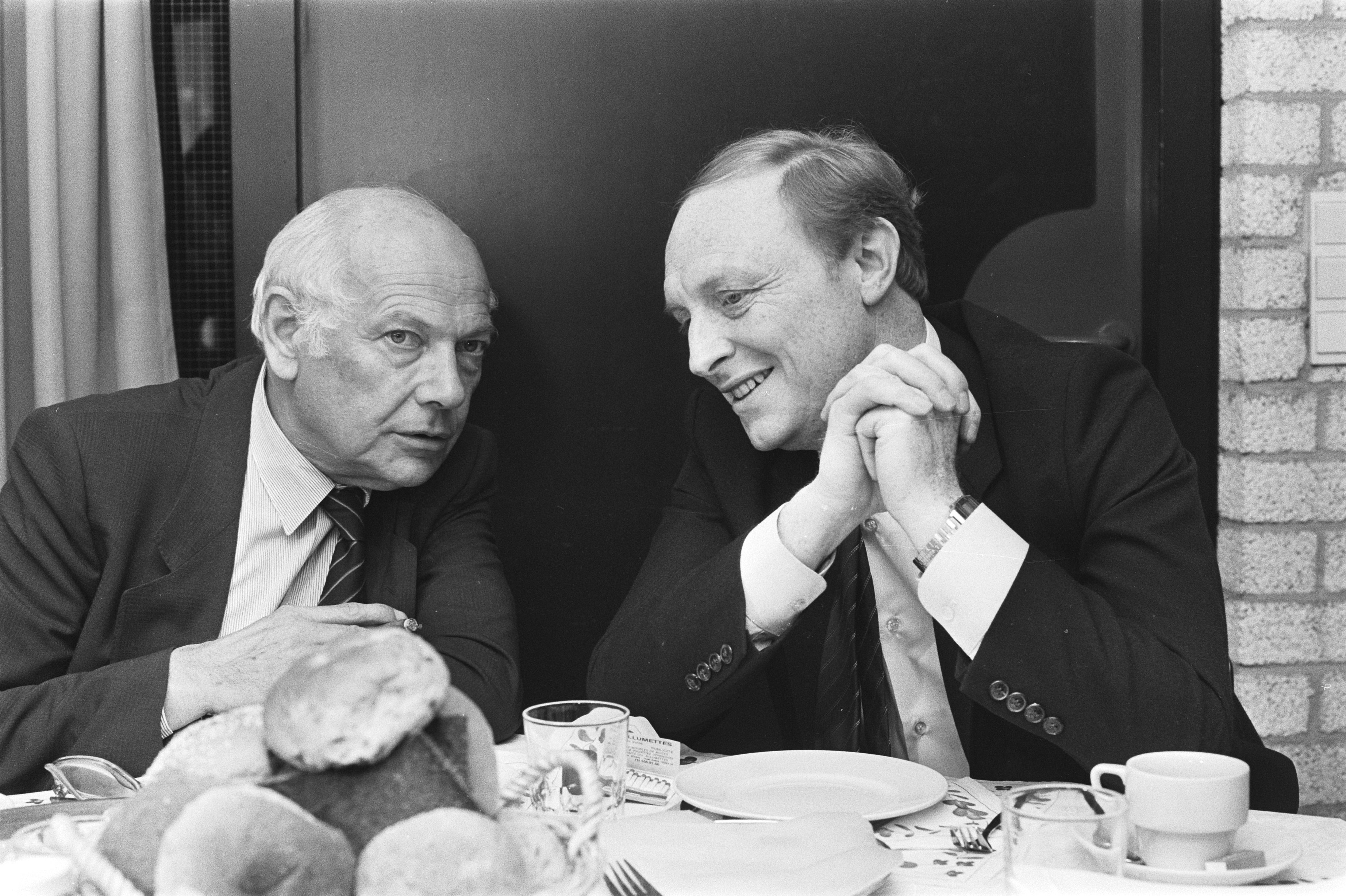
Partijleider van de PvdA Joop den Uyl en Neil Kinnock tijdens een bijeenkomst in Rotterdam op 26 mei 1984.

In 1995 werd Kinnock benoemd als een van de twee Britse leden van de Europese Commissie onder leiding van Jacques Santer. Hij kreeg de portefeuille transport en energie toebedeeld. Nadat deze commissie in 1999 gedwongen werd af te treden (om redenen waaraan hij geen schuld had), werd hem door de voorzitter van de nieuwe commissie, Romano Prodi, gevraagd opnieuw commissaris te worden. Van 1999 tot 2004 was hij als vicevoorzitter verantwoordelijk voor de administratieve hervorming binnen de EU. Sindsdien is hij nog altijd voorzitter van de British Council. Op 30 januari 2005 werd hij bovendien geïnstalleerd in het Hogerhuis als Baron Kinnock van Bedwellty.
Neil Kinnock is sinds 1967 gehuwd met Glenys Elisabeth Parry, thans Glenys Elizabeth Kinnock, Baroness Kinnock of Holyhead. Glenys Kinnock was lid van het Europees Parlement van 1994 tot 1999. In 2009 en 2010 was zij minister in het kabinet van Gordon Brown. Lord en lady Kinnock zijn een van de weinige echtparen die elk afzonderlijk een adellijke titel hebben verworven, waardoor zij beiden lid van het Britse Hogerhuis zijn. Hun zoon Stephen Kinnock werd in 2015 tot lid van het Lagerhuis gekozen. Hun schoondochter Helle Thorning-Schmidt was tussen 2011 en 2015 premier van Denemarken.
- Bibsys: 90092341
- Gemeinsame Normdatei: 119343967
- International Standard Name Identifier: 0000 0001 1002 9593
- Library of Congress Control Number: n84222024
- MusicBrainz: b60990b9-0f57-40db-bc64-17745313f25f
- Nationale Bibliotheek van Tsjechië: skuk0003392
- Nationale bibliotheek van Australië: 35927521
- Nationale Bibliotheek van Israël: 987007429372105171
- Nederlandse Thesaurus van Auteursnamen: 070964572
- Parlement.com: vgg51g6shjxg
- SNAC: w6dh2pwd
- Système universitaire de documentation: 110678516
- Trove: 1149338
- Virtual International Authority File: 108627769
- WorldCat: E39PBJjmT6r48vW3QjWft4TvHC

 Martin Bangemann ·  Ritt Bjerregaard ·  Emma Bonino ·  Leon Brittan ·  Hans van den Broek ·  Édith Cresson ·  João de Deus Pinheiro ·  Franz Fischler ·  Pádraig Flynn ·  Anita Gradin ·  Neil Kinnock ·  Erkki Liikanen ·  Manuel Marín ·  Karel Van Miert ·  Mario Monti ·  Marcelino Oreja ·  Christos Papoutsis ·  Jacques Santer ·  Yves Thibault de Silguy ·  Monika Wulf-Mathies